# Cotagaita
Cotagaita (auch: Santiago de Cotagaita) ist eine Landstadt im Departamento Potosí im südamerikanischen Andenstaat Bolivien. Die Ortschaft wurde im Jahr 1570 gegründet.

## Lage im Nahraum
Cotagaita ist zentraler Ort des Municipio Cotagaita und Hauptstadt der Provinz Nor Chichas. Cotagaita liegt auf einer Höhe von 2640 m am Río Cotagaita, einem Zufluss des Río Pilcomayo.

## Geographie
Cotagaita liegt im südlichen Teil der kargen Hochebene des bolivianischen Altiplano. Das Klima ist wegen der Binnenlage kühl und trocken und durch ein typisches Tageszeitenklima gekennzeichnet, bei dem die Temperaturschwankungen zwischen Tag und Nacht in der Regel deutlich größer sind als die jahreszeitlichen Schwankungen.
Die Jahresdurchschnittstemperatur liegt bei 15 °C (siehe Klimadiagramm Cotagaita) und schwankt nur unwesentlich zwischen 11 °C im Juni/Juli und 18 °C im Dezember und Januar. Der Jahresniederschlag beträgt nur etwa 300 mm, mit einer stark ausgeprägten Trockenzeit von April bis Oktober mit Monatsniederschlägen unter 10 mm, und einer Feuchtezeit von Dezember bis Februar mit 70–80 mm Monatsniederschlag.

## Geschichte
Während der Südamerikanischen Unabhängigkeitskriege fand im Jahr 1810 am Stadtrand von Cotagaita die Schlacht von Cotagaita statt, bei der die spanischen royalistischen Truppen siegten.

## Verkehrsnetz
Cotagaita liegt in einer Entfernung von 240 Straßenkilometer südlich von Potosí, der Hauptstadt des Departamentos.
Von Potosí aus führt die asphaltierte Nationalstraße Ruta 1, die vom Titicaca-See aus in südöstlicher Richtung bis zur argentinischen Grenze führt, über 37 Kilometer nach Cuchu Ingenio. Von dort aus zweigt die Ruta 7 in südlicher Richtung ab und erreicht über Vitichi und Tumusla nach 203 Kilometern Cotogaita.
Etwa 83 Straßenkilometer weiter südlich liegt die Stadt Tupiza. In Ost-West-Richtung bestehen keine befestigten Verkehrswege.

## Bevölkerung
Die Einwohnerzahl der Ortschaft ist in den vergangenen beiden Jahrzehnten um fast die Hälfte angestiegen:
| Jahr | Einwohner | Quelle       |
| ---- | --------- | ------------ |
| 1992 | 1401      | Volkszählung |
| 2001 | 1645      | Volkszählung |
| 2012 | 3931      | Volkszählung |
| 2024 |           | Volkszählung |

Die Bevölkerung der Region gehört vor allem dem indigenen Volk der Quechua an, 96,1 Prozent der Einwohner im Municipio Cotagaita sprechen Quechua.

## Naturkatastrophen
Am 6. Februar 2020 kam es in Folge von schweren Regenfällen in der Region zu katastrophalen Überschwemmungen durch den gleichnamigen Fluss. Mehrere Hundert Häuser wurden zerstört und rund ein Drittel der Bevölkerung war von den Schäden betroffen.